# 蒸發散
蒸發散，又称蒸散、蒸散量等，包括了地表水分蒸发与植物体内水分的蒸腾。它是维持陆面水分平衡的一个重要组成部分，也是维持地表能量平衡的主要部分。
全球陆地一半以上的降水通过蒸散发的形式返回到大气，参与地球水循环，其中蒸散发过程伴随着2/3的地表净辐射能量消耗。
计算蒸散的模型有：
- 鲍恩比能量平衡法（BREB法）
- 空气动力学方法
- Penman Monteith公式：Penman Monteith公式是由Penman公式推廣而來，藉由输入每日平均温度、风速、相對濕度和日射量，計算淨蒸散量。
- 涡旋相关法